# Distretto di Huinong
Il distretto di Huinong (惠农区S, Huìnóng QūP) è un distretto della Cina, situato nella regione autonoma di Ningxia e amministrato dalla prefettura di Shizuishan.